# Shiva Ayyadurai

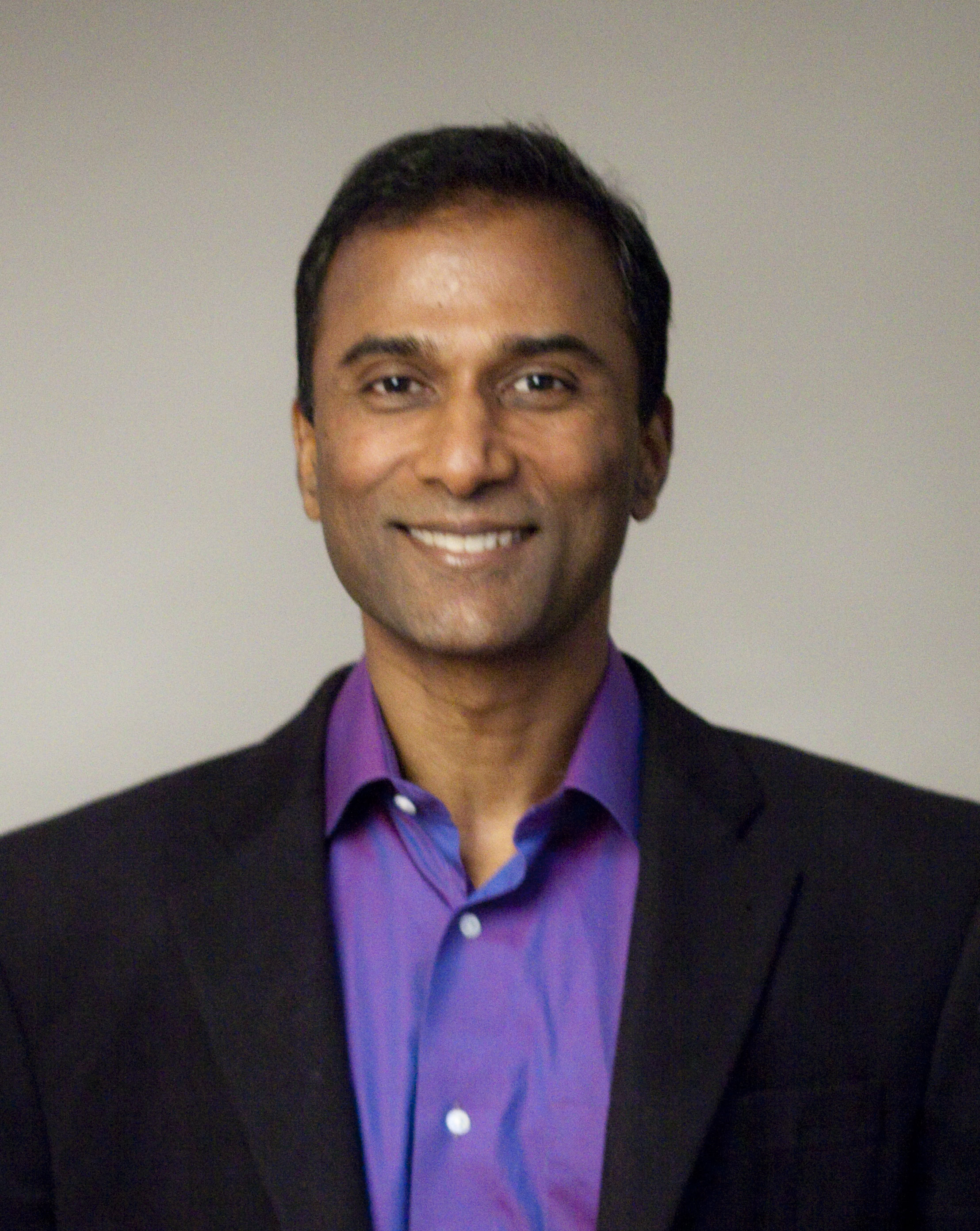
V. A. Shiva Ayyadurai, 2010

V. A. Shiva Ayyadurai (* 2. Dezember 1963 in Bombay, heute Mumbai, Indien; als Vellayappa Ayyadurai Shiva) ist ein US-amerikanischer Ingenieur, Unternehmer und Verschwörungstheoretiker.
Er bezeichnet sich als den Erfinder der E-Mail, nachdem er an der Highschool Ende der 1970er Jahre ein Programm namens „EMAIL“ geschrieben hatte. Diese Behauptung wurde zunächst in den Medien verbreitet, später jedoch widerrufen, als Historiker und Pioniere des Arpanet klarstellten, dass E-Mail bereits Anfang der 1970er Jahre genutzt worden war.

## Leben
Als Ayyadurai sieben Jahre alt war, zog er mit seiner Familie in die USA. Als Highschool-Student belegte er mit 14 Jahren an der New York University einen Programmierkurs. Bei einem Praktikum an der University of Medicine and Dentistry of New Jersey (UMDNJ), an der seine Mutter arbeitete, schrieb er nach eigenen Angaben 1978 oder 1979 das Programm „EMAIL“, für das er 1982 das Urheberrecht (Copyright) eintragen ließ. Siehe dazu Abschnitt Kontroversen.
Ayyadurai studierte am Massachusetts Institute of Technology (MIT). Er verfügt über fünf Abschlüsse: einen Bachelor in Elektrotechnik, einen Bachelor in  Informatik, einen Master in Informationsvisualisierung und einen Master in Maschinenbau. Außerdem promovierte er in Bioengineering im Bereich Systembiologie.
Im Jahre 1994 gründete Ayyadurai das Unternehmen Millennium Cybernetics, das Software zur automatischen Verwaltung von E-Mails entwickelt. Zu den Kunden der Firma gehören Unternehmen wie Kmart, American Express und Calvin Klein sowie über 30 US-Senatoren. 2007 wurde ihm ein Fulbright-Stipendium zugesprochen, um die Integration der traditionellen indischen Siddha-Medizin in die moderne Systembiologie zu untersuchen. Der Vertrag wurde jedoch seitens des MITs widerrufen.
Ayyadurai wurde 2009 von Indiens Rat für wissenschaftliche und industrielle Forschung (Council of Scientific and Industrial Research, CSIR) beauftragt, eine Firma zu gründen, um die Forschung der zahlreichen staatlichen Laboratorien zu vermarkten. Nach Unstimmigkeiten wurde der Auftrag fünf Monate später zurückgenommen. Laut Ayyadurai sei der Grund dafür gewesen, dass er sich gegen Korruption aufgelehnt habe.
Im Jahr 2014 heiratete er Fran Drescher; 2016 trennte sich das Paar.
2017 bewarb sich Ayyadurai als Senator des Staates Massachusetts. Er beabsichtigte, für die Republikanische Partei zu kandidieren, wurde jedoch abgelehnt. Darauf ging er als unabhängiger Kandidat in die Wahl. Mitbewerber waren Elizabeth Warren (Demokraten) und Geoff Diehl (Republikaner). Warren gewann die Wahl 2018 mit 60,4 % der Stimmen vor Diehl mit 36,2 %. Ayyadurai erhielt 3,4 % der Stimmen.

## Kontroversen
In den 2010er Jahren behauptete Ayyadurai, mit seinem Programm „EMAIL“ der Erfinder von E-Mail im modernen Sinne zu sein, was in den Medien für kurze Zeit ungeprüft verbreitet, später jedoch revidiert wurde. Obwohl es bereits Jahre, bevor Ayyadurai sein Programm schrieb, mehrere E-Mail-Programme, einen RFC-Standard (RFC 733) sowie ein Fachmagazin zum Thema Electronic Mail and Message Systems gab, behauptet er weiterhin, der E-Mail-Erfinder zu sein. Sein Programm unterscheide sich konzeptionell von jeglicher Vorgänger-Software dadurch, dass es dafür gedacht sei, den kompletten Briefverkehr innerhalb einer Organisation abzubilden. Zwei Tage nach dem Tod Ray Tomlinsons 2016, der bereits Anfang der 1970er Jahre das @-Zeichen bei E-Mails zwischen Computern im militärischen ARPANET etabliert hatte, bezeichnete Ayyadurai diesen als Lügner. Dass Ayyadurai nicht als Erfinder der E-Mail anerkannt werde, schob er unter anderem auf seine (dunkle) Hautfarbe und darauf, dass die Militärforschungseinrichtungen mehr Macht als er hätten.
2015 veröffentlichte Ayyadurai einen Bericht, der im Rahmen der Systembiologie und auf der Basis mathematischer Modelle unter anderem zu dem Schluss kam, dass gentechnisch veränderte Sojabohnen im Vergleich zu naturbelassenem Soja einen höheren Anteil des krebserregenden Formaldehyds und gleichzeitig einen niedrigeren Anteil des Antioxidans Glutathion enthalten. Der Bericht wurde unter anderem von der Europäischen Behörde für Lebensmittelsicherheit zurückgewiesen. Ayyadurai blieb bei seinem Standpunkt, dass keine ausreichenden Standards zur Sicherheit gentechnisch veränderter Lebensmittel vorhanden sind. Er bot Monsanto eine 10-Millionen-Dollar-Wette an, dass sie die Sicherheit gentechnisch veränderter Lebensmittel nicht beweisen könnten. Das Unternehmen nahm die Wette nicht an. 2016 bot Ayyadurai Hillary Clinton 10 Millionen Dollar für ihren Präsidentschaftswahlkampf an, falls sie seine Forschungsergebnisse widerlegen könnte.
Während der Covid-19-Pandemie verbreitete Ayyadurai verschwörungstheorische Ansichten über die Pandemie auf verschiedenen Social-Media-Kanälen.
Im Januar 2020 behauptete er, das neuartige Coronavirus sei vom Pirbright Laboratory patentiert worden. Das angesprochene Patent bezog sich jedoch auf das Infektiöse-Bronchitis-Virus (IBV) und nicht auf SARS-CoV-2.
Er behauptete weiterhin, dass das neuartige Coronavirus durch den „Deep State“ verbreitet würde, und beschuldigte Anthony Fauci, den Direktor des National Institute of Allergy and Infectious Diseases, vom „Deep State“ eingeschleust worden zu sein. Beispielsweise gebe es (im Gegensatz dazu, was Fauci behaupte) keinen Zusammenhang zwischen HIV und AIDS. Die Zusammenhänge wurden von Ayyadurai als fake science bezeichnet und er forderte, Fauci zu entlassen. Ayyadurais Anhänger setzten sich dafür ein, Fauci durch Ayyadurai zu ersetzen.
Im März 2020 veröffentlichte er einen offenen Brief an Donald Trump, in dem er schrieb, dass ein Lockdown überflüssig sei, und befürwortete stattdessen eine Therapie mit hohen Dosen von Vitaminen, welche die Infektion verhüten und auch heilen könne.

## Veröffentlichungen
- V. A. Shiva: The Internet Publicity Guide: How To Maximize Your Marketing And Promotion In Cyberspace. 1997, ISBN 978-1-880559-60-4.
- V. A. Shiva Ayyadurai: All-American Indian: This Fight Is Your Fight – The Battle to Save America from the Elites Who Think They Know Better. 1997, ISBN 978-0-9985049-2-6.